# Iced Earth (album)
Albums de Iced Earth
Night of the Stormrider
(1992)
Iced Earth est le 1er album de Iced Earth. Il est sorti en 1990 en Europe et l'année suivante aux États-Unis.

## Historique
Iced Earth est le premier album éponyme du groupe de heavy metal américain Iced Earth. Il a été publié en Amérique du Nord en février 1991 et en novembre 1990 à l'international. La version originale de cet album a eu trois couvertures différentes (une couverture mondiale, une couverture européenne et une  couverture japonaise).
Comme le successeur de l'album Night of the Stormrider, Iced Earth suit un thrash metal solide, plus traditionnelles  plutôt que le power metal habituel, choix artistique prit depuis le jour où Matt Barlow avait rejoint le groupe. Iced Earth s'était tenu à la formule du power metal jusqu'à ce que Matt Barlow quitte le groupe. Son remplaçant Tim Owens, chante dans un style qui rappelle des deux genres. Les trois premiers albums de Iced Earth, (l'album, Night of the Stormrider, et Burnt Offerings) ont été remasterisés en 2001, et chacun se sont vu noté d'une nouvelle illustration d'album.

## Liste des titres
| No | Titre                | Paroles        | Musique                                              | Durée |
| -- | -------------------- | -------------- | ---------------------------------------------------- | ----- |
| 1. | Iced Earth           | Jon Schaffer   | Jon Schaffer                                         | 5:23  |
| 2. | Written on the Walls | Gene Adam      | Gene Adam, Randall Shawver, Jon Schaffer, Dave Abell | 6:08  |
| 3. | Colors               | Jon Schaffer   | Jon Schaffer, Randall Shawver                        | 4:50  |
| 4. | Curse the Sky        | Jon Schaffer   | Jon Schaffer, Randall Shawver                        | 4:45  |
| 5. | Life and Death       | Jon Schaffer   | Jon Schaffer, Randall Shawver                        | 6:09  |
| 6. | Solitude             | (instrumental) | Jon Schaffer, Randall Shawver                        | 1:44  |
| 7. | Funeral              | (instrumental) | Jon Schaffer, Randall Shawver                        | 6:16  |
| 8. | When the Night Falls | Jon Schaffer   | Jon Schaffer                                         | 8:44  |

## Composition du groupe
- Gene Adam − chants
- Randall Shawver − guitare solo
- Jon Schaffer − guitare rythmique, chœurs
- Dave Abell − basse
- Mike McGill − batterie